# 창녕 노변소 묘
창녕 노변소 묘(昌寧 盧抃素 墓)는 대한민국 경상남도 창녕군 고암면 우천리에 있는, 조선 초기에 경주부윤(慶州府尹)을 지낸 청민공 노변소의 유적지로, 노변소의 재실인 소곡당(蘇谷堂)에서 약 300m 떨어진 야산 기슭에 있다.1996년 3월 11일 경상남도의 기념물 제153호 청민공 노변소의 묘로 지정되었다가, 2018년 12월 20일 현재의 명칭으로 변경되었다.

## 개요
조선 전기 경주 부원(部員)을 지낸 청민공 노변소의 유적으로, 경상남도 창녕군 고아면 우천리 뒷산 소곡당에서 약 300m 떨어진 야산 기슭에 자리잡고 있다.
봉분은 원형이고 봉분 아래에는 긴 돌을 사각형 모양으로 돌려서 봉분의 파손을 방지하고 있다. 묘 앞에는 양쪽으로 문인석이 1쌍 놓여 있고, 오른쪽 문인석 옆에는 비석이 세워져 있다.

## 같이 보기
- 노변소

## 참고 문헌
- 창녕 노변소 묘 - 국가유산청 국가유산포털